# Boissy-Saint-Léger
Boissy-Saint-Léger [bwasi sɛ̃ leʒe] ist eine französische Gemeinde mit 17.335 Einwohnern (Stand 1. Januar 2022) und liegt 18 km südöstlich von Paris im Département Val-de-Marne. Weltweit bekannt ist Boissy-Saint-Léger durch seine Orchideenzucht und sein Ausbildungszentrum für Trabrennpferde in Grosbois. 

## Sehenswürdigkeiten

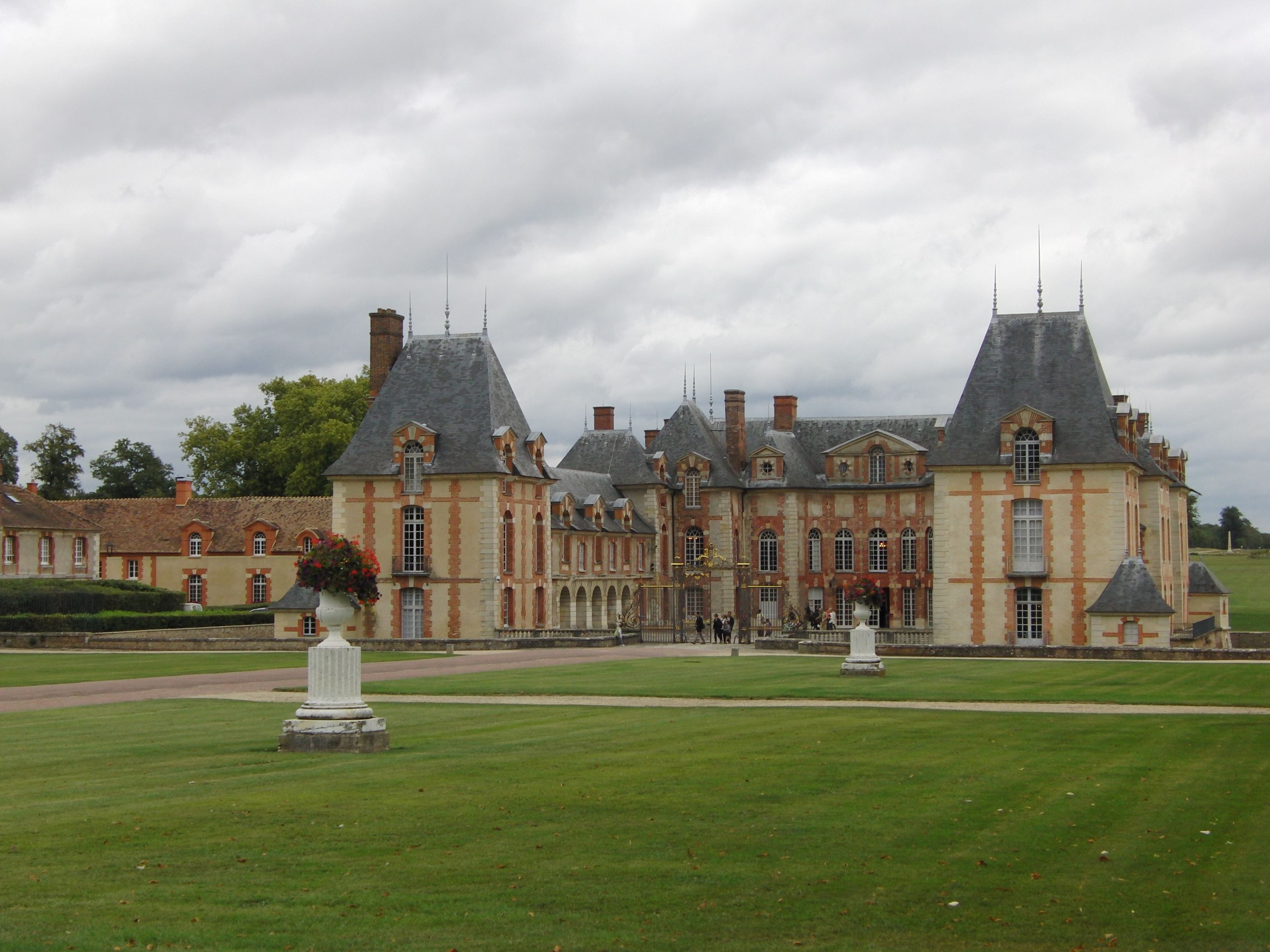
Château de Grosbois
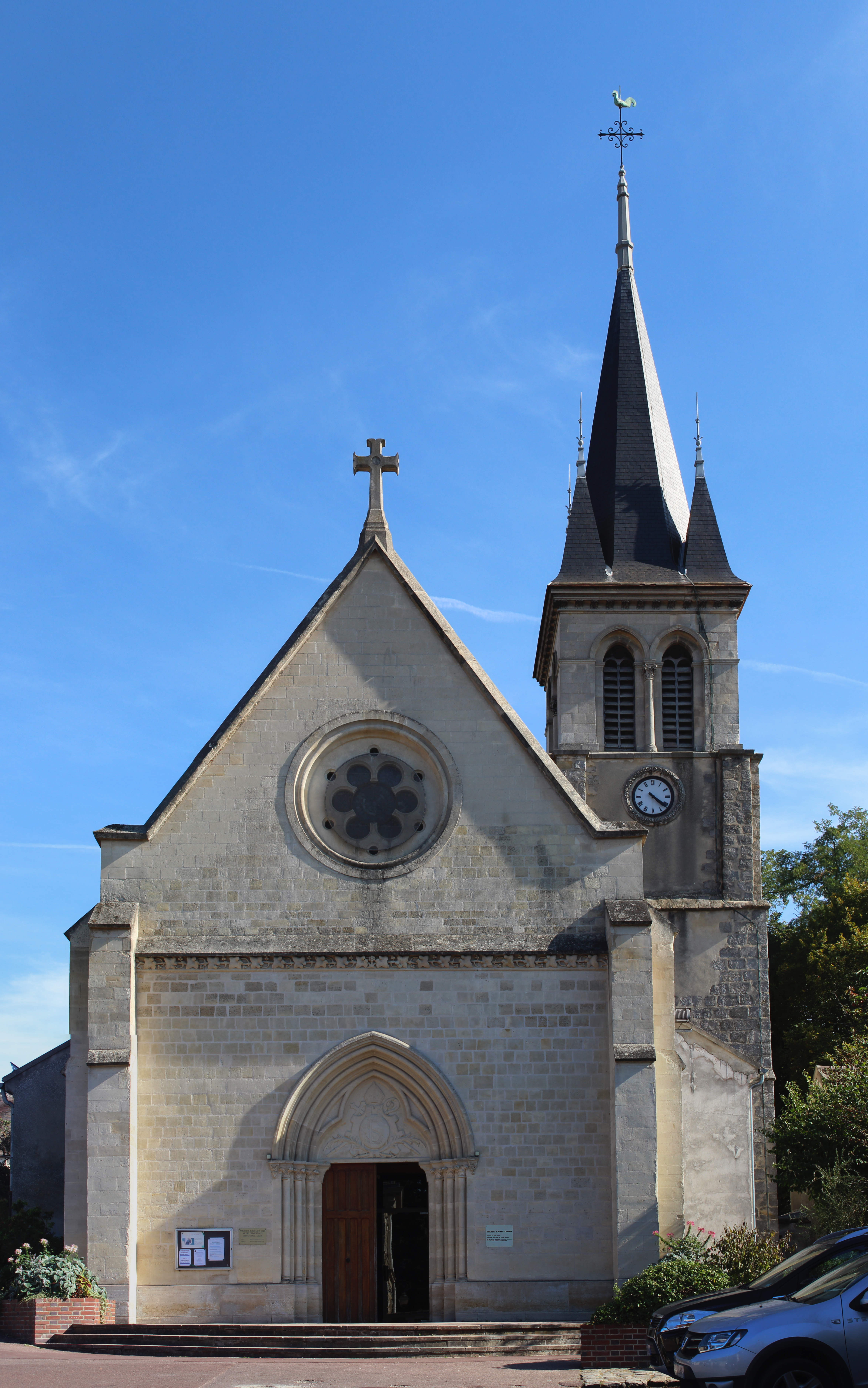
Katholische Kirche (Église)
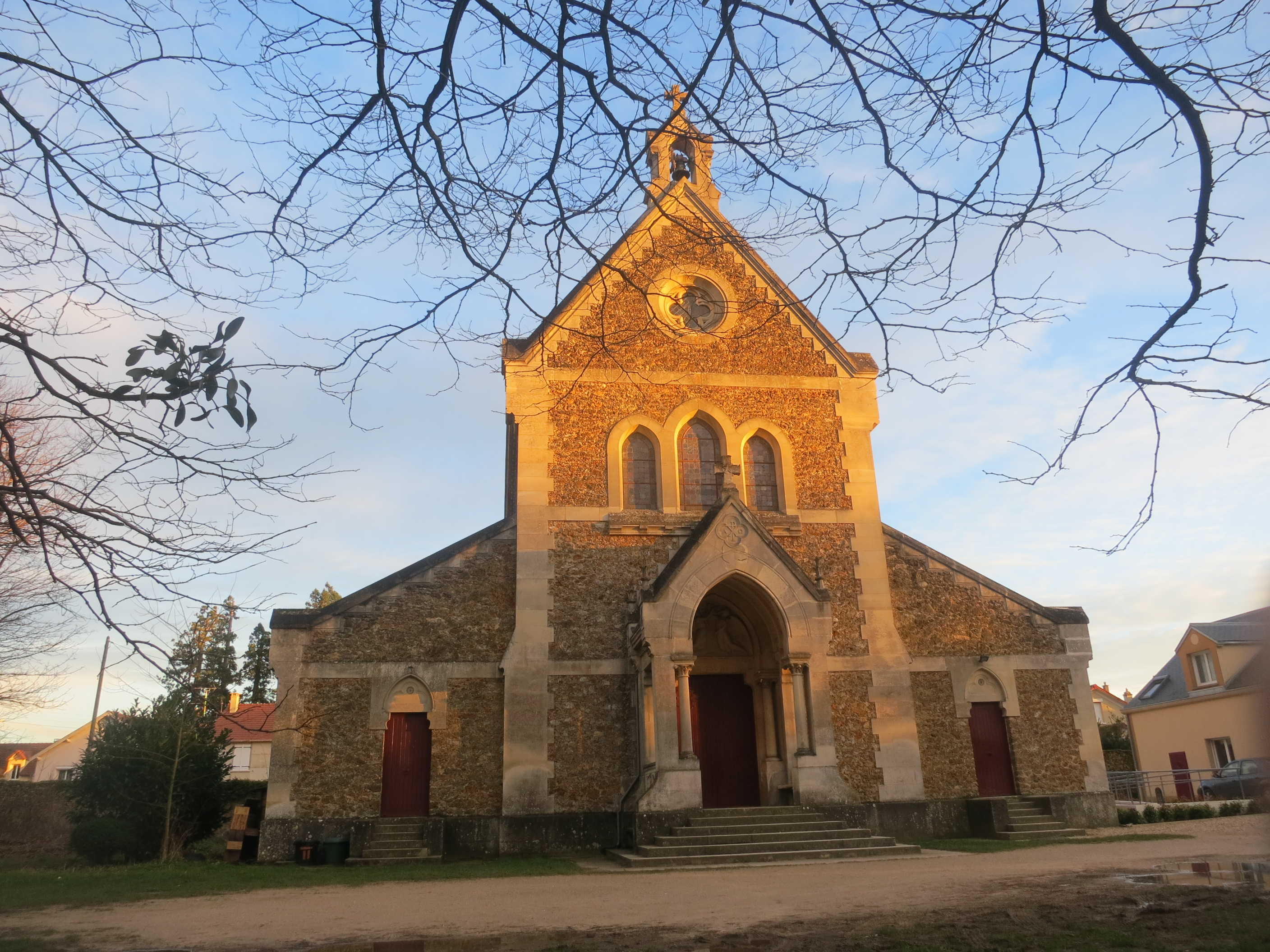
Protestantische Kirche (Temple)

## Städtepartnerschaften
- Lauda-Königshofen in Baden-Württemberg (Deutschland)

## Persönlichkeiten
- Jean-Conrad Hottinguer (1764–1841), Schweizer und später französischer Bankier, Unternehmer und Politiker
- Maria Elisabeth in Bayern (1784–1849), begraben in Boissy-Saint-Léger
- Dany Doriz (* 1941), Musiker, geboren in Boissy-Saint-Léger